# Tsau-ǁKhaeb-(Sperrgebiet)-Nationalpark
Der Tsau-ǁKhaeb-(Sperrgebiet)-Nationalpark (englisch Tsau ǁKhaeb (Sperrgebiet) National Park)Klicklaut bezeichnet einen Nationalpark und ein Sperrgebiet an der südnamibischen Atlantikküste Afrikas.

## Namen
Zwischen 2008 und November 2012 war der Nationalpark als Sperrgebiet-Nationalpark bekannt. Davor war es als Sperrgebiet oder Diamond Area 1, ehemals Diamantensperrgebiet A, ein Sperrgebiet für den Diamantenabbau.

## Geographie
Das Gebiet umschließt die Hafenstadt Lüderitz und erstreckt sich vom Oranje bis zu der Südgrenze des Namib-Naukluft-Nationalparks. Das Gebiet umfasst eine Gesamtfläche von etwa 26.000 km². Es wird von der Nationalstraße B4 durchquert und schließt den Küstenabschnitt der Diamantenküste, die sogenannten Klinghardtberge im Landesinneren sowie die Ortschaften Oranjemund und Rosh Pinah im Süden mit ein. Inmitten des Sperrgebietes befindet sich die Kaukausib-Quelle, die das ganze Jahr Wasser führt. Im Sperrgebiet befinden sich unter anderem die Berge Aurus, Heioab, Höchster und die Tsausberge. Im Sperrgebiet befindet sich auch der Rote Kamm, ein Meteoritenkrater.

### Klima und Flora

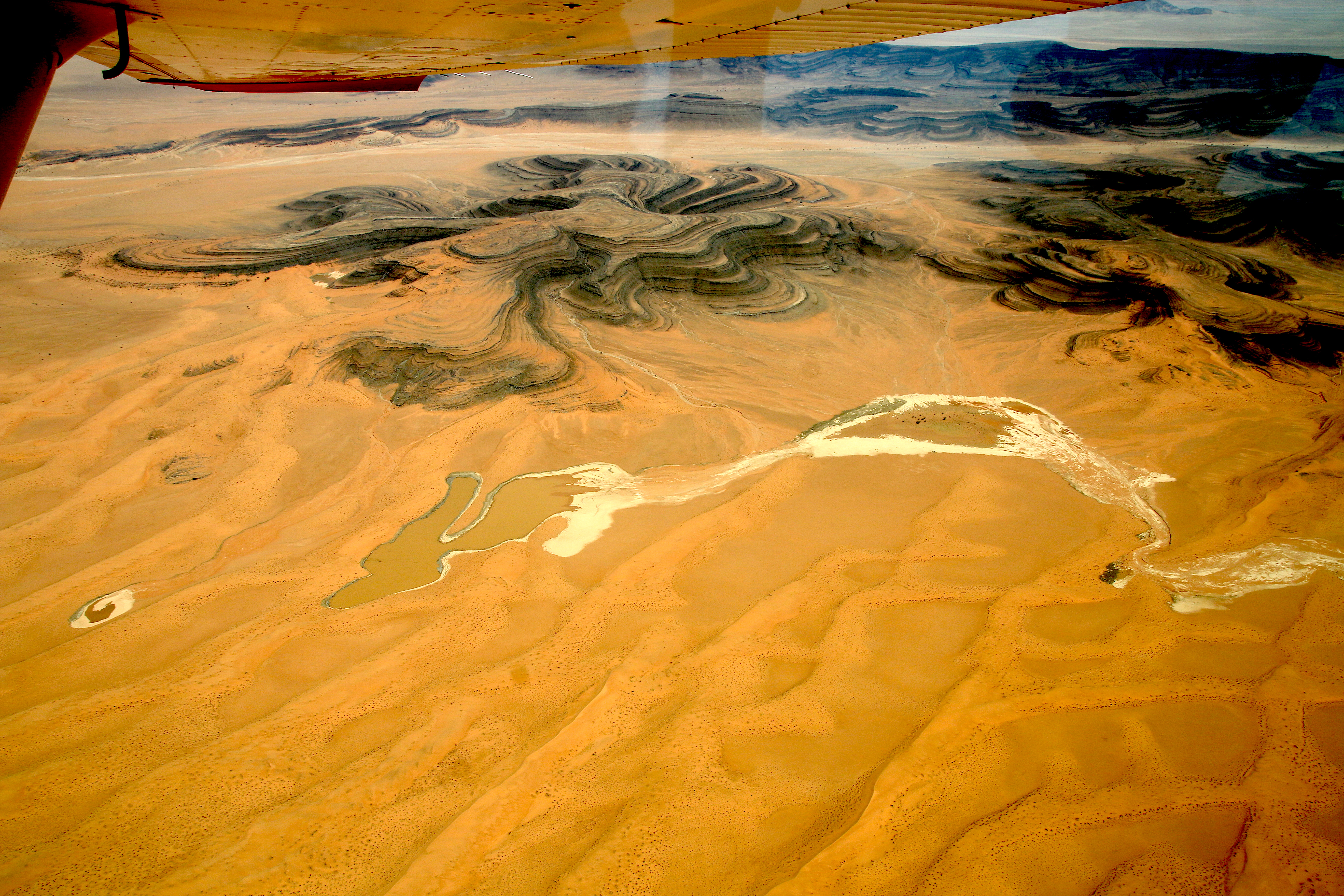
Am Fuße der Tsausberge findet sich nach seltenem Regenfall Wasser (Oktober 2018)

Der durchschnittliche jährliche Niederschlag in diesem Teil der Namib beträgt nur wenige Millimeter. Die im Sperrgebiet vorkommenden Büsche überleben nur dank des Nebels, der sich von Zeit zu Zeit über dem kalten Atlantik bildet und tagsüber weit ins Landesinnere driftet. Die einzelnen Kameldornbäume beziehen ihr Wasser aus tiefen unterirdischen Wasseransammlungen.

## Geschichte

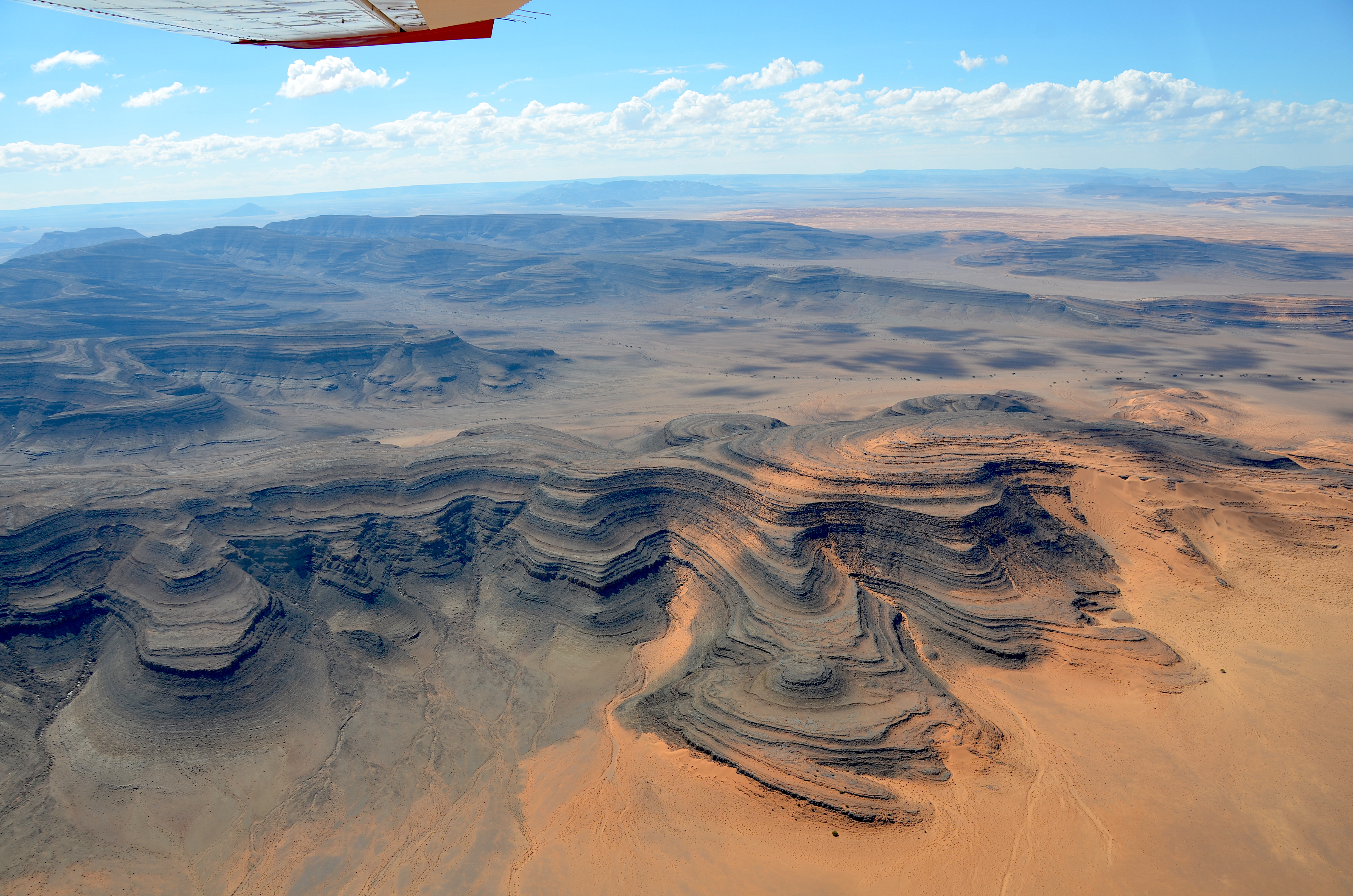
Luftaufnahme der Tsausberge im Sperrgebiet

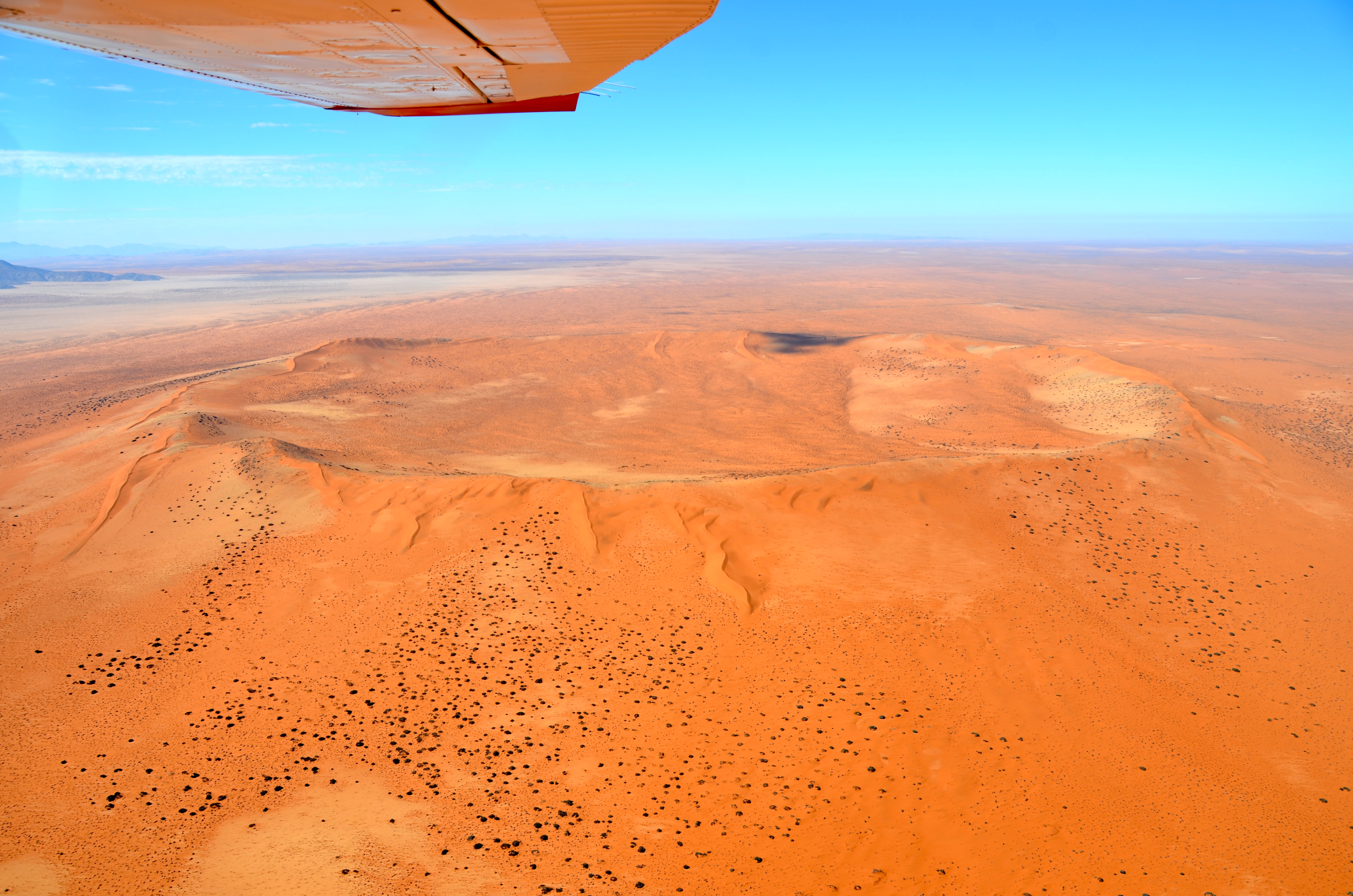
Der Rote Kamm, ein Einschlagskrater im Süden des Sperrgebietes

Im Diamantensperrgebiet fand Zacharias Lewala, der Gehilfe August Stauchs, im April 1908 bei der Instandhaltung der Lüderitz-Eisenbahnstrecke Diamanten. Es gründeten sich einige deutsche Diamantengesellschaften, die das Fundgebiet parzellierten und einem geordneten Diamantenabbau zuführten. In dieser Zeit entstanden Siedlungen wie Kolmanskuppe oder Elisabethbucht, die heutzutage Geisterstädte sind. 1920 hielt man die Diamantenlager für erschöpft und veräußerte sie an Ernst Oppenheimer, den Gründer des Unternehmens Consolidated Diamond Mines of South West Africa. Diese Gesellschaft, die später von der De-Beers-Gruppe übernommen wurde, perfektionierte die Diamantengewinnung und dehnte sie weit über das ursprüngliche Fundgebiet nach Norden und vor allem nach Süden aus. Zum Schutz vor einem unlizenzierten, unkontrollierten Diamantenabbau wurde das gesamte Gebiet von Bernhard Dernburg 1908 zum Sperrgebiet erklärt. Nur die Stadt Lüderitz und die zu ihr führende Straße wurden für den allgemeinen Verkehr freigegeben.
Die Diamantenförderung wurde zunehmend industrialisiert und durch Einsatz von Großgeräten perfektioniert, was zu einer großflächigen Veränderung und Zerstörung der Wüstenlandschaft führte. Zugleich aber erhielten sich im Sperrgebiet einmalige Biotope von großem wissenschaftlichen Wert.

## Tourismus

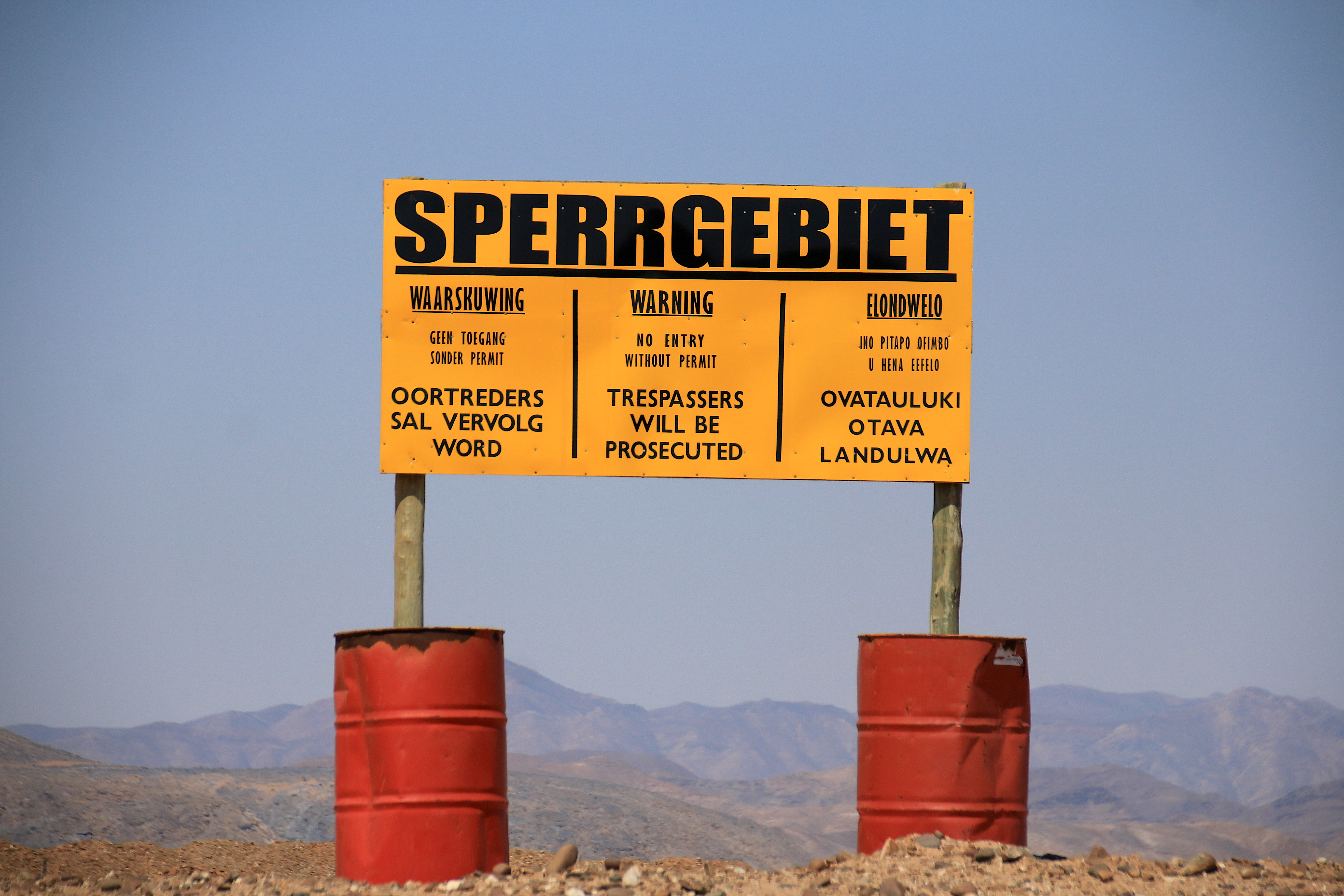
Sperrgebiet Hinweisschild (2018) – dreisprachig ohne Deutsch

Nachdem sich die Diamantenförderung immer stärker in den Atlantik verlagert hat, wurden die starken Zugangsbeschränkungen teilweise abgeschafft und das Gebiet als Sperrgebiet–Nationalpark proklamiert. Die von der De-Beers-Gruppe gegründete Minenstadt Oranjemund wird bereits kommunal verwaltet und ist der Allgemeinheit zugänglich. Das Mündungsgebiet des Oranje ist ein international anerkanntes Ramsar-Gebiet. Heutzutage gibt es etliche Geisterstädte im Nationalparkgebiet. 

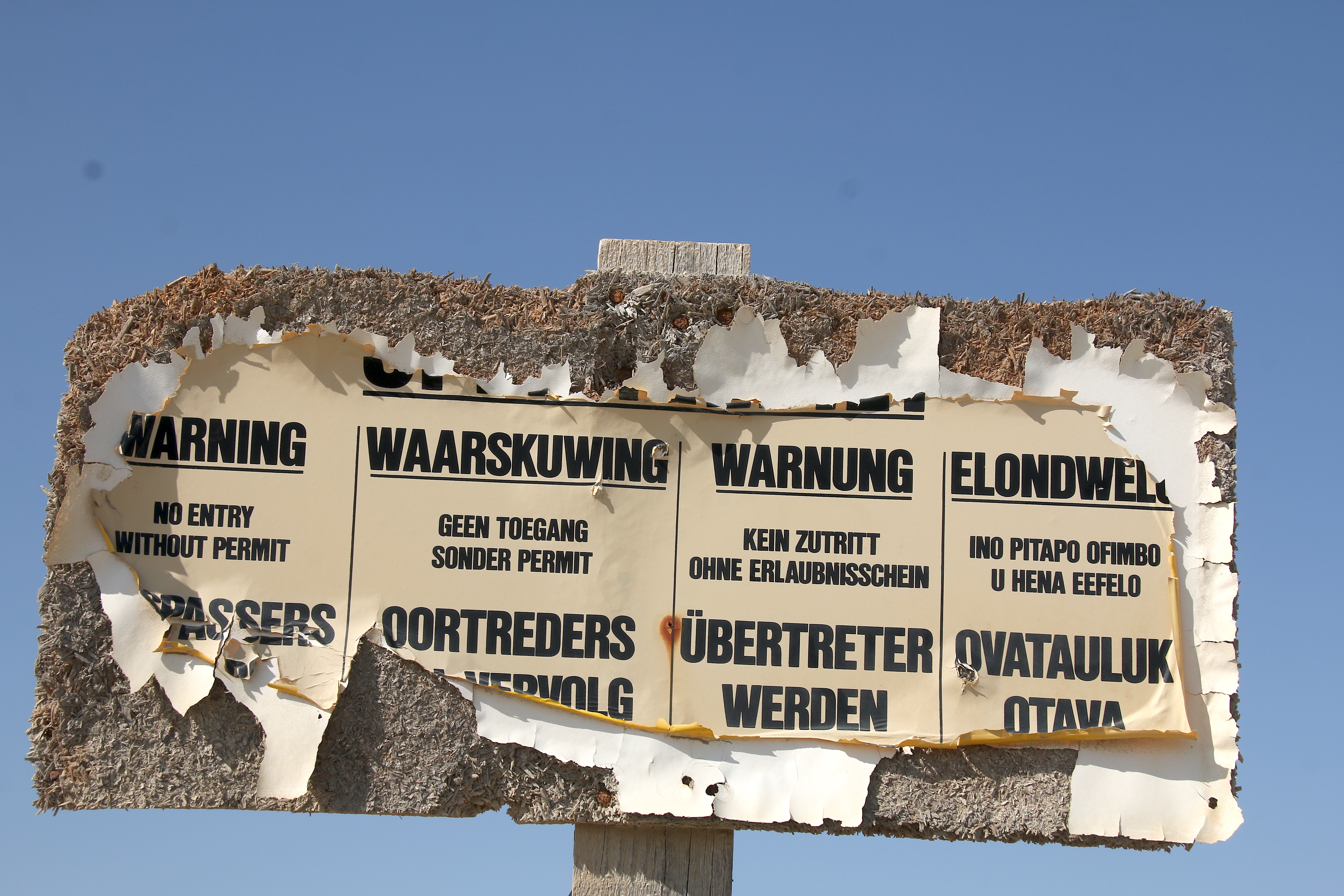
Verbotsschild für das Sperrgebiet (2022), durch die Hitze verwittert

Vier Konzessionen zur touristischen Nutzung des Parks wurden im Februar 2022 offiziell vergeben.

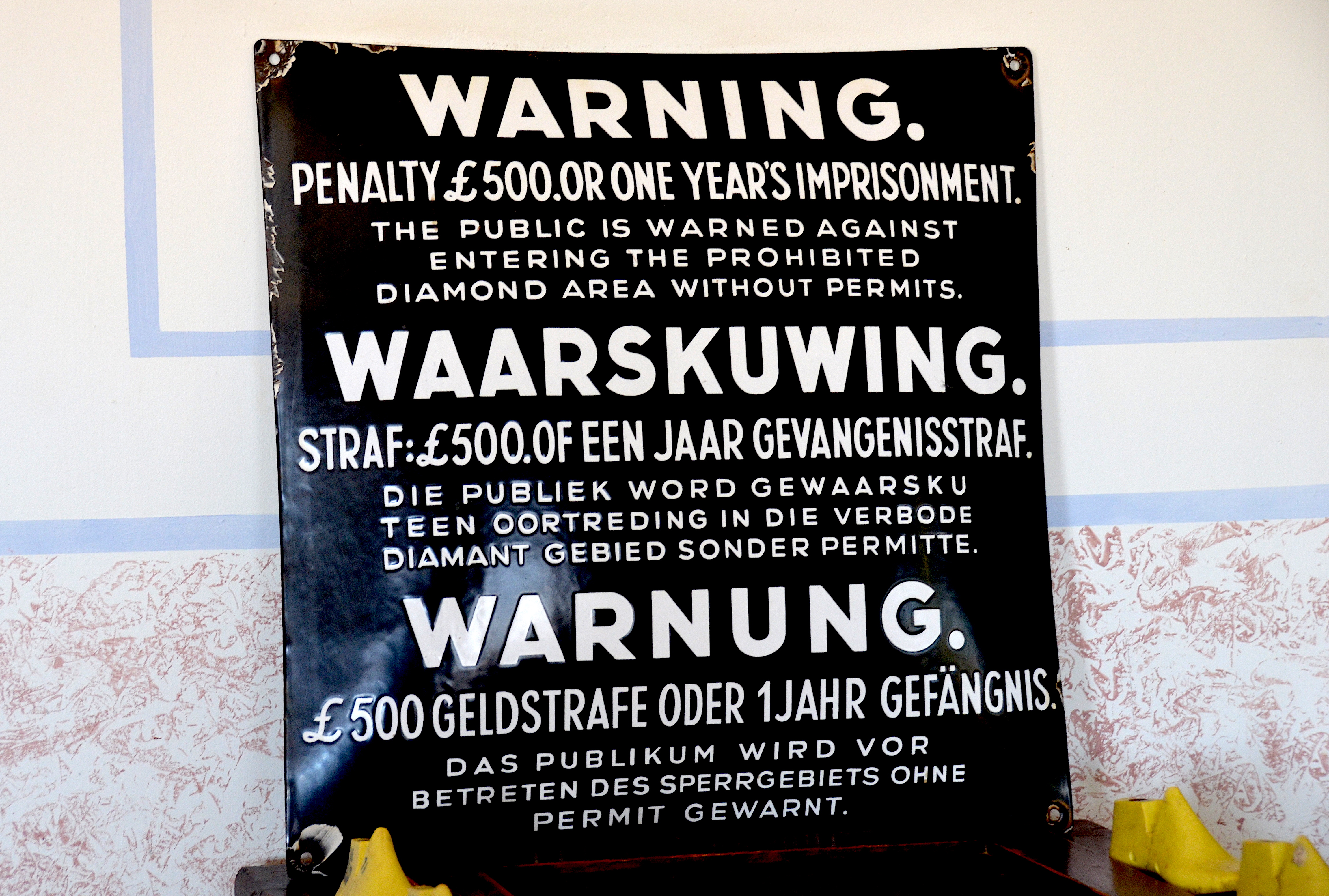
Hinweisschild aus den 1940er